# Christophe Glaser
Christophe Glaser (* etwa 1615 in Basel; † 1672 oder 1678 in Paris oder Basel) war ein Pharmakologe des 17. Jahrhunderts.

## Leben
Über seine Ausbildung ist wenig bekannt. Wahrscheinlich erlernte er in Basel den Beruf des Apothekers, teilweise wird auch ein universitäres Studium mit Abschluss in Medizin oder Medizin und Pharmakologie 1643 angenommen. Hinweise in seinen Werken legen nahe, dass er Transsylvanien und das damalige Ungarn bereist haben muss.
1658 eröffnete Glaser eine gutgehende Apotheke in Paris. Unter anderem war er der Apotheker von Ludwig XIV. und Philipp I. d’Orléans. Er war 1660 bis 1672 am Jardin du Roi tätig und erhielt zu einem nicht bekannten Zeitpunkt eine Professur. Im Zusammenhang mit dem Giftmordprozess gegen Marie-Madeleine de Brinvilliers ab 1672 geriet er in den Verdacht der Tatbeteiligung, da die Marquise de Brinvilliers ihre Zutaten aus seiner Apotheke bezogen hatte.
Die Ermittlungen gegen Glaser führten zur Einführung der Verpflichtung zur Führung des Giftbuches für Apotheker in Frankreich.
Er setzte sich in seinen Werken mit den theoretischen Grundlagen der Chemie und der chemischen Praxis auseinander und hinterließ chemische Rezepte. Gedanklich griff er in seinem Werk nicht auf die Grundlagen der Alchemie zurück. Eine gewisse Bedeutung hatten seine Werke im Bereich der Iatrochemie. Das Glaserit trägt nach ihm seinen Namen.

## Werke
- Traité de la chymie. Lyon 1670, urn:nbn:de:bvb:12-bsb10072664-7.
- Chimischer Wegweiser Das ist Sichere Anweisung zur Chimischen Kunst, Darinnen ... gewiesen wird, wie man allerley Artzneyen durch die Chimie bereiten kan. Erstlich in Frantzösischer Sprach beschrieben von Christophoro Glaser. Anitzo aber ... in unsere Teutsche Sprache übersetzet von einem Philochimico [Jean Menudier]. Bauhofer, Jena 1677 Digitalisierte Ausgabe der Universitäts- und Landesbibliothek Düsseldorf